# Райлі (Канзас)
Райлі (англ. Riley) — місто (англ. city) в США, в окрузі Райлі штату Канзас. Населення — 938 осіб (2020).

## Географія
Райлі розташоване за координатами 39°17′57″ пн. ш. 96°49′39″ зх. д. / 39.29917° пн. ш. 96.82750° зх. д. (39.299066, -96.827502).  За даними Бюро перепису населення США в 2010 році місто мало площу 1,24 км², уся площа — суходіл.

## Демографія
Згідно з переписом 2010 року, у місті мешкало 939 осіб у 363 домогосподарствах у складі 251 родини. Густота населення становила 760 осіб/км².  Було 406 помешкань (329/км²).
Расовий склад населення:
| - 96,6 % — білих - 1,3 % — корінних американців - 0,6 % — чорних або афроамериканців |

До двох чи більше рас належало 1,0 %. Частка іспаномовних становила 2,3 % від усіх жителів.
За віковим діапазоном населення розподілялося таким чином: 29,9 % — особи молодші 18 років, 60,5 % — особи у віці 18—64 років, 9,6 % — особи у віці 65 років та старші. Медіана віку мешканця становила 34,0 року. На 100 осіб жіночої статі у місті припадало 100,2 чоловіків;  на 100 жінок у віці від 18 років та старших — 94,7 чоловіків також старших 18 років.
Середній дохід на одне домашнє господарство  становив 49 427 доларів США (медіана — 43 382), а середній дохід на одну сім'ю — 60 749 доларів (медіана — 50 000). Медіана доходів становила 38 558 доларів для чоловіків та 33 958 доларів для жінок. За межею бідності перебувало 16,8 % осіб, у тому числі 25,3 % дітей у віці до 18 років та 5,0 % осіб у віці 65 років та старших.
Цивільне працевлаштоване населення становило 453 особи. Основні галузі зайнятості: освіта, охорона здоров'я та соціальна допомога — 28,0 %, фінанси, страхування та нерухомість — 11,9 %, будівництво — 11,9 %.